# Trận Chipotte
Trận col de la Chipotte và Saint-Benoît-la-Chipotte là một trong những trận đánh đã diễn ra ở tả ngạn sông Meurthe vào năm 1914 trong cuộc Chiến tranh thế giới thứ nhất, tại vùng núi giữa sông này và Mortagne. Col de la Chipotte là một vị trí quan trọng trên con đường dẫn tới Charmes, Épinal, do đó quân đội Đức đã tấn công quyết liệt vào vị trí này, với quyết tâm phá vỡ chiến ngại vật.
Trận Chipotte là một trong những trận đánh dữ dội nhất trong giai đoạn đầu của cuộc chiến tranh. Cùng với những trận đánh khác dọc theo chiến tuyến Meurthe như trận khe hở Charmes hay trận Grand Couronné, các tập đoàn quân số 1 và số 2 của Pháp đã phòng ngự thành công trước các đợt tấn công của các tập đoàn quân số 6 và số 7 ở cánh trái của quân đội Đức từ Nancy đến Saint-Dié. Chiến thắng này, cùng với thắng lợi chiến lược của quân đội Pháp và Lực lượng Viễn chinh Anh trong trận sông Marne lần thứ nhất, đã góp phần phá vỡ kế hoạch tấn công của Đức, và đưa chiến tranh chuyển sang thế cầm cự cho cả hai phe.